# Cofidis (wielerploeg)/2013
Deze pagina geeft een overzicht van de Cofidis-wielerploeg in 2013.

## Algemeen
Sponsor: Cofidis (bank)
Algemeen manager: Éric Boyer
Technisch directeur: Lionel Marie
Ploegleiders: Didier Rous, Alain Deloeuil, Stéphane Augé, Bernard Quilfen, Jean-Luc Jonrond
Fietsmerk: LOOK
Banden: ?
Auto's: Škoda Octavia

## Renners
| Naam                     | Geboortedatum | Nationaliteit | Ploeg 2012                   |
| ------------------------ | ------------- | ------------- | ---------------------------- |
| Yoann Bagot              | 06-09-1987    | Frankrijk     |                              |
| Florent Barle            | 17-01-1986    | Frankrijk     |                              |
| Jérémy Bescond           | 27-02-1991    | Frankrijk     | Team Vulco-VC Vaulx-en-Velin |
| Cyril Bessy              | 29-05-1986    | Frankrijk     | Saur-Sojasun                 |
| Edwig Cammaerts          | 17-07-1987    | België        |                              |
| Jérôme Coppel            | 6-08-1986     | Frankrijk     | Saur-Sojasun                 |
| Nicolas Edet             | 02-12-1987    | Frankrijk     |                              |
| Julien Fouchard          | 20-08-1986    | Frankrijk     |                              |
| Egoitz García Echeguibel | 31-03-1986    | Spanje        |                              |
| Jan Ghyselinck           | 24-02-1988    | België        |                              |
| Romain Hardy             | 24-08-1988    | Frankrijk     | Bretagne-Schuller            |
| Gert Jõeäär              | 09-07-1987    | Estland       |                              |
| Arnaud Labbe             | 03-11-1976    | Frankrijk     |                              |
| Christophe Le Mével      | 11-09-1980    | Frankrijk     | Team Garmin-Sharp-Barracuda  |
| Romain Lemarchand        | 26-07-1987    | Frankrijk     | AG2R-La Mondiale             |
| Guillaume Levarlet       | 25-07-1985    | Frankrijk     | Saur-Sojasun                 |
| Luis Ángel Maté          | 23-03-1984    | Spanje        |                              |
| Rudy Molard              | 17-09-1989    | Frankrijk     |                              |
| Daniel Navarro           | 18-07-1983    | Spanje        | Team Saxo-Tinkoff            |
| Adrien Petit             | 26-09-1990    | Frankrijk     |                              |
| Stéphane Poulhies        | 26-06-1985    | Frankrijk     | Saur-Sojasun                 |
| Nico Sijmens             | 01-04-1978    | België        |                              |
| Rein Taaramäe            | 24-04-1987    | Estland       |                              |
| Tristan Valentin         | 23-02-1982    | Frankrijk     |                              |
| Romain Zingle            | 24-01-1987    | België        |                              |

## Belangrijke overwinningen
Ronde van Gabon
4e etappe: Adrien Petit
Ronde van Murcia
Daniel Navarro
Driedaagse van West-Vlaanderen
Puntenklassement: Adrien Petit
Classic Loire-Atlantique
Winnaar: Edwig Cammaerts
Ronde van Rhône-Alpes Isère
3e etappe: Nico Sijmens
Eindklassement: Nico Sijmens
Ronde van Estland
1e etappe deel B (individuele tijdrit): Gert Jõeäär
Eindklassement: Gert Jõeäär
Nationale kampioenschappen wielrennen
Estland - wegwedstrijd: Rein Taaramäe
Ronde van Spanje
Bergklassement: Nicolas Edet
Ronde van Gévaudan
1e etappe: Yoann Bagot
Eindklassement: Yoann Bagot
Mannen: 1997 · 1998 · 1999 · 2000 · 2001 · 2002 · 2003 · 2004 · 2005 · 2006 · 2007 · 2008 · 2009 · 2010 · 2011 · 2012 · 2013 · 2014 · 2015 · 2016 · 2017 · 2018 · 2019 · 2020 · 2021 · 2022 · 2023 · 2024 · 2025
Vrouwen:2022 · 2023 · 2024 · 2025